# 塞勒姆的血統
塞勒姆的血統（英語：Bloodlines of Salem）是一個位於美國鹽湖城的家族史團體，縮寫為BLoS。它所宣揚的宗旨是提供一個「參訪者分享對於1692年塞勒姆審巫案，其參與者及他們的家人的想法和資訊的地方。許多參訪者已經研究並證明出他們的家系與一位或更多的塞勒姆審巫案關係人有關。這些審判在超過三個世紀前展開，且一直在歷史、法律和宗教的研究領域中顯著突出。然而，無論他們是一位業餘研究者、職業研究者或『塞勒姆學家』，他們對審巫案的研究都不會受限於他們自己的血統。」

## 歷史
該團體於2007年在鹽湖城成立。鹽湖城有著世界級的家譜圖書館，鼓勵並提供資料給塞勒姆審巫案關係人的後代與親屬，或懷疑自己是後代親屬的人，又或者是單純著迷於這場審巫案的人們。 截至2013年10月，現任的BLoS負責人是史蒂芬·黑爾（Steven Hale）。

## 活動
該團體的研究人員調查並發表了部分名人身為塞勒姆審巫案關係人的後代與親屬的證據。在2007年的調查中揭露了曾參與《哈利波特》電影系列演出的演員湯姆·費爾頓和當時的犧牲者之一約翰·普羅克特有著親屬關係。2008年的調查則發現，美國總統喬治·沃克·布希是多達217名關係人的親屬，其中包括了他的10世祖瑪麗·帕克。

## 塞勒姆審巫案關係人的知名後代與親屬[11]
- 納撒尼爾·霍桑（1804年－1864年），美國作家，曾曾祖父為約翰·霍桑
- 克拉拉·巴頓（英语：Clara Barton）（1821年－1912年），美國紅十字會創辦人
- 露西兒·鮑爾（1911年－1989年），美國喜劇女演員
- 雷·布萊伯利（1920年－2012年），美國作家，親屬為瑪麗·布拉德伯里（英语：Mary Bradbury）
- 喬治·赫伯特·華克·布希（1924年－2018年），美國總統，親屬為瑪麗·帕克
- 喬治·沃克·布希（1946年－），美國總統
- 傑布·布希（1953年－），美國政治家
- 黛安娜王妃（1961年－1997年），英國王儲威爾斯親王查爾斯之妻，親屬為喬治·巴勒斯（英语：George Burroughs）
- 莎拉·潔西卡·帕克（1965年－），美國女演員，親屬為埃斯特·愛威爾（Esther Elwell）[12]
- 亞歷山大·麥昆（1969年－2010年），英國服裝設計師，親屬為伊莉莎白·豪（英语：Elizabeth Howe）
- 史考特·佛利（1972年－），美國演員，親屬為塞繆爾·沃德維爾（英语：Samuel Wardwell）
- 湯姆·費爾頓（1987年－），英國演員，親屬為約翰·普羅克特

## 外部連結

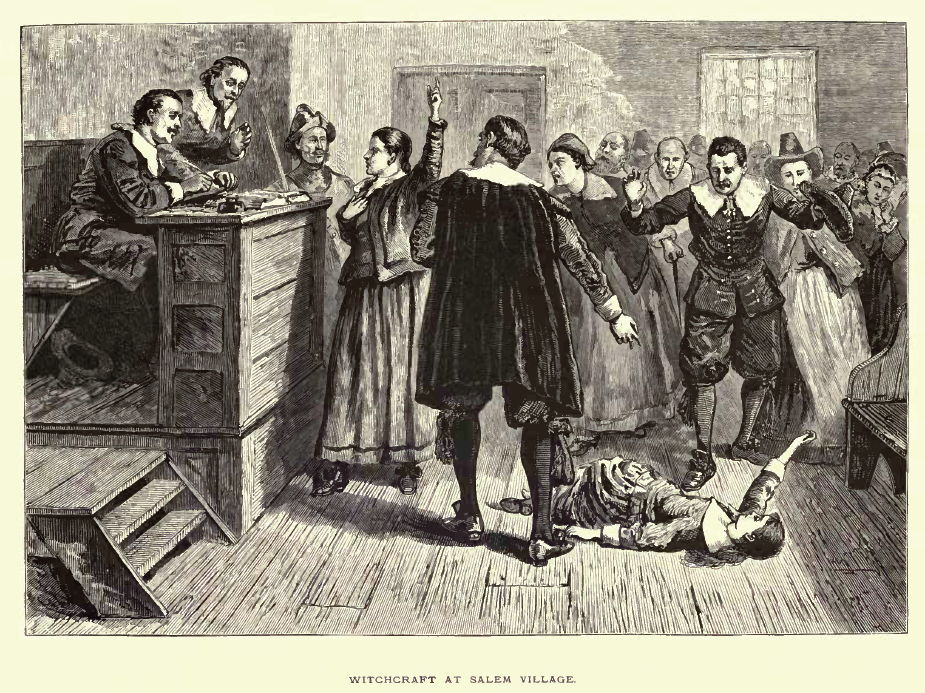
《Witchcraft at Salem Village》，可能由F·O·C·達利或格蘭維爾·柏金斯（Granville Perkins）所繪

- Bloodlines of Salem （页面存档备份，存于）
- Salem Office of Tourism & Cultural Affairs Inc. （页面存档备份，存于）
- Salem Witch Trials Documentary Archive and Transcription Project （页面存档备份，存于）
- Celebrities With Ties to the Salem Witch Trials （页面存档备份，存于）